# Ancyluris venerabilis
Ancyluris venerabilis är en fjärilsart som beskrevs av Hans Ferdinand Emil Julius Stichel 1916. Ancyluris venerabilis ingår i släktet Ancyluris och familjen Riodinidae. Inga underarter finns listade i Catalogue of Life.